# Filmografia Spencera Tracy’ego

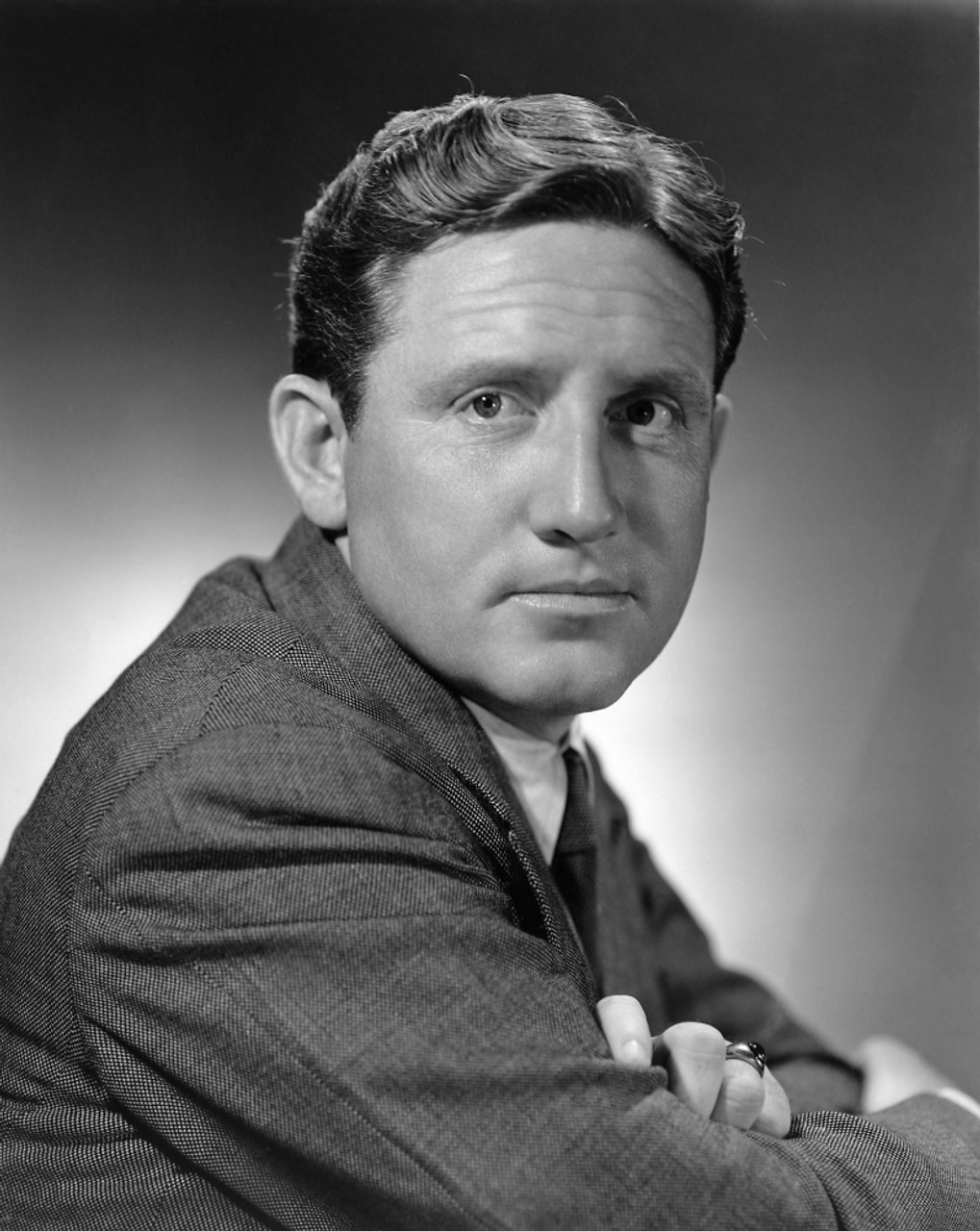
Spencer Tracy (1935)

Spencer Tracy (1900–1967) w trwającej blisko 45 lat karierze wystąpił w 75 filmach fabularnych. Pojawiał się także w radiu i na scenie. Dziewięciokrotnie nominowany był do nagrody Akademii Filmowej i czterokrotnie do Złotego Globu, z czego zdobył dwie statuetki Oscara i jedną Hollywoodzkiego Stowarzyszenia Prasy Zagranicznej. Tracy uznawany jest za jednego z najwybitniejszych aktorów okresu „Złotej Ery Hollywood” i w historii amerykańskiego kina. Karierę sceniczną rozpoczął studiując w Ripon. Pojawił się w trzecioplanowej roli w spektaklu The Truth Clyde’a Fitcha. W styczniu 1923 wystąpił na Broadwayu w sztuce R.U.R. Karela Čapka.
Na dużym ekranie zadebiutował w 1930 w komedii  W górze rzeki Johna Forda, występując u boku Humphreya Bogarta. W następnych latach zagrał między innymi w komedii Disorderly Conduct (1932, reż. John W. Considine Jr.), więziennym Sing Sing (1932, reż. Michael Curtiz) wraz z Bette Davis i Władzy i chwale (1933, reż. William K. Howard). Po podpisaniu kontraktu z Metro-Goldwyn-Mayer, wystąpił w dramacie kryminalnym Jestem niewinny (1936, reż. Fritz Lang), który okazał się być przełomem w jego karierze. W 1936 zagrał u boku Clarka Gable’a w dramacie muzyczno-katastroficznym San Francisco (reż. W.S. Van Dyke), za który uzyskał nominację do Oscara w kategorii dla najlepszego aktora pierwszoplanowego. Rola Manuela Fidello w przygodowym obrazie Bohaterowie morza (1937, reż. Victor Fleming) przyniosła mu pierwszą statuetkę Oscara. Kreacja księdza Edwarda J. Flanagana w dramacie biograficznym Miasto chłopców (1938, reż. Norman Taurog), spotkała się z uznaniem ze strony krytyków, a sam aktor zdobył drugą z rzędu statuetkę Akademii Filmowej.
W latach 40. nawiązał współpracę z Katharine Hepburn, z którą na przestrzeni 25 lat wystąpił w dziewięciu produkcjach, między innymi w komediach romantycznych: Kobieta roku (1942, reż. George Stevens), Żebro Adama (1949, reż. George Cukor) oraz Biuro na tranzystorach (1957, reż. Walter Lang). Do jego późniejszych ważnych filmów zalicza się komedię Ojciec panny młodej (1950, reż. Vincente Minnelli), gdzie zagrał u boku Elizabeth Taylor i Joan Bennett, dramat Aktorka (1953, reż. George Cukor) wraz z Jean Simmons, za występ w którym został uhonorowany Złotym Globem w kategorii dla najlepszego aktora w filmie dramatycznym, dreszczowiec Czarny dzień w Black Rock (1955, reż. John Sturges), gdzie wykreował nagrodzoną na Festiwalu Filmowym w Cannes rolę weterana wojennego Johna J. Macreedy’ego. W ostatnim okresie kariery Tracy wystąpił w dramacie przygodowym Stary człowiek i morze (1958, reż. John Sturges), dramacie historycznym Kto sieje wiatr (1960, reż. Stanley Kramer), dramacie sądowym Wyrok w Norymberdze (1961, reż. Stanley Kramer) oraz komediodramacie Zgadnij, kto przyjdzie na obiad (1967, reż. Stanley Kramer). Role w ostatnich dwóch filmach przyniosły mu pośmiertnie przyznane statuetki BAFTA i Davida di Donatello.
W latach 1938–1942, 1944−1945, 1948 i 1950−1951 Tracy notowany był w pierwszej dziesiątce najbardziej dochodowych amerykańskich aktorów. Piętnaście filmów z jego udziałem było zestawianych w pierwszej dziesiątce podsumowań roku w box offisie, z czego San Francisco (1936) i Miasto chłopców (1938) osiągały najwyższą pozycję. Trzydzieści filmów, w których Tracy wziął udział, nominowanych było przynajmniej do jednego Oscara, a dwanaście z nich zdobyło co najmniej jedną statuetkę. Trzydzieści jeden produkcji z udziałem aktora, po uwzględnieniu inflacji, przekroczyło sumę stu milionów dolarów dochodu z biletów na rynku krajowym.

## Filmografia

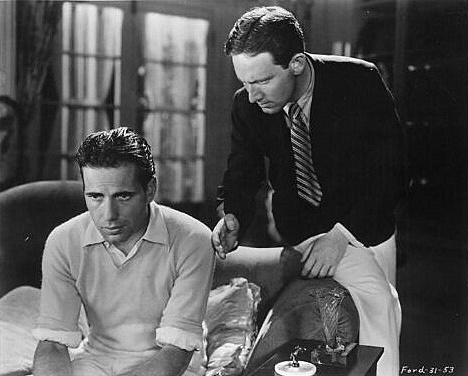
Humphrey Bogart i Spencer Tracy w filmie W górze rzeki (1930)

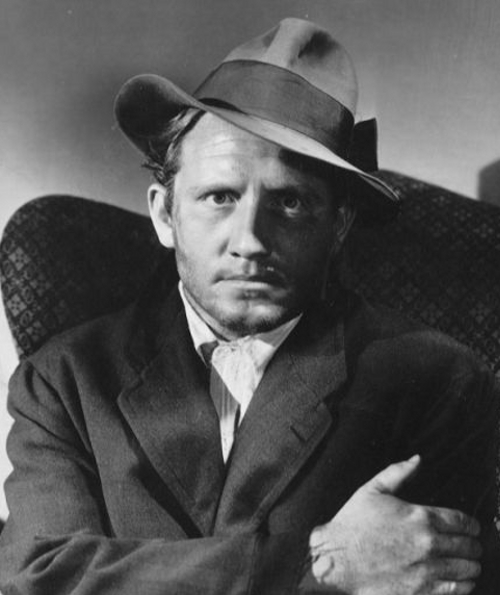
Spencer Tracy w scenie z filmu Jestem niewinny (1936)

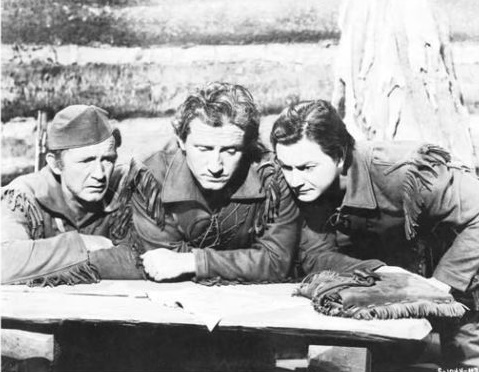
Walter Brennan, Spencer Tracy i Robert Young w scenie z filmu Północno-zachodnie przejście (1940)

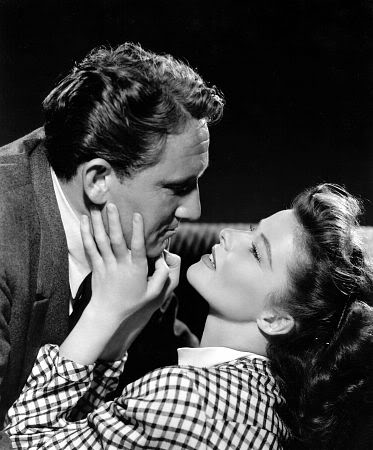
Spencer Tracy i Katharine Hepburn w filmie Kobieta roku (1942)

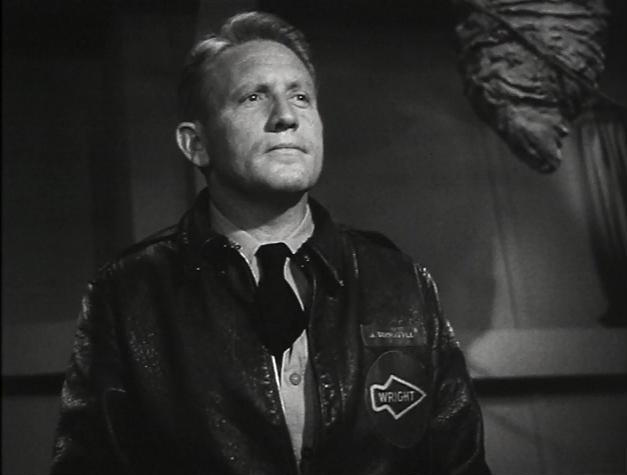
Tracy jako Jimmy Doolittle w filmie 30 sekund nad Tokio (1944)

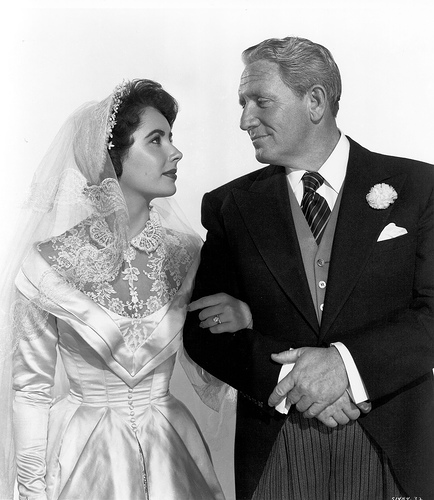
Elizabeth Taylor i Spencer Tracy w filmie Ojciec panny młodej (1950)

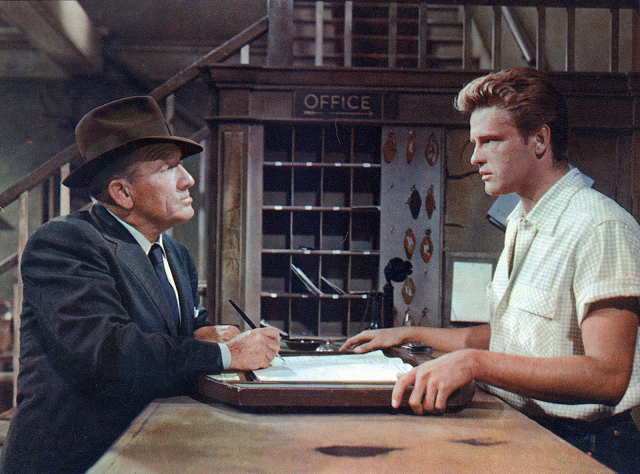
Tracy i John Ericson w filmie Czarny dzień w Black Rock (1955)

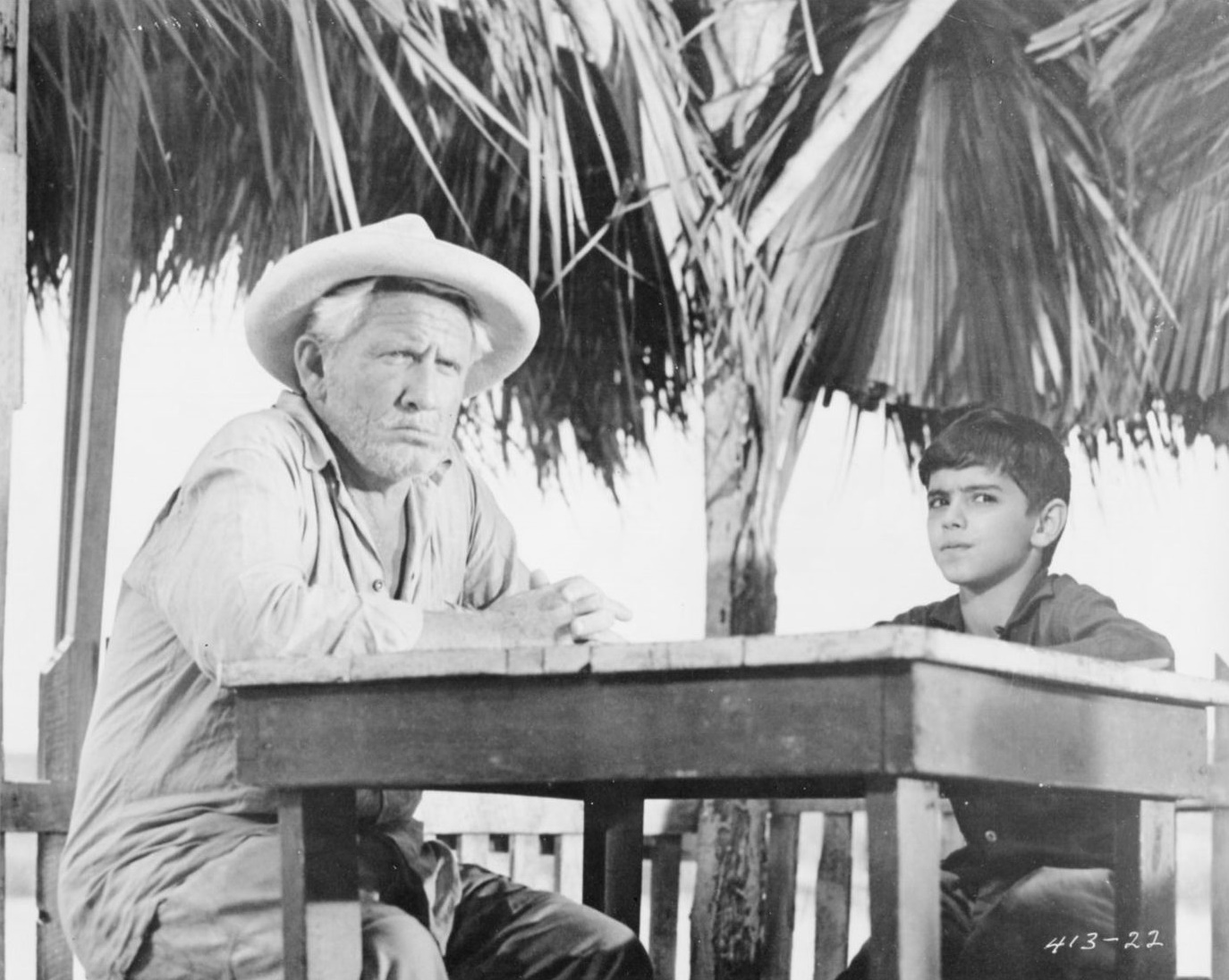
Spencer Tracy w scenie z filmu Stary człowiek i morze (1958)

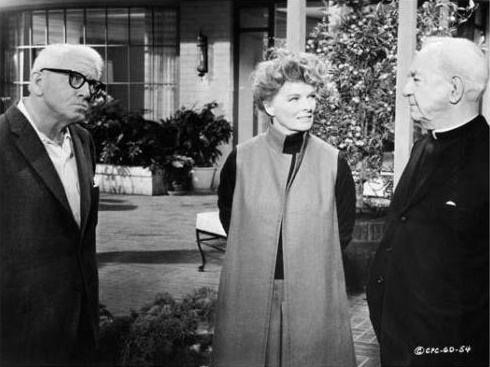
Spencer Tracy, Katharine Hepburn i Cecil Kellaway w filmie Zgadnij, kto przyjdzie na obiad (1967)

| Rok  | Tytuł                                | Rola                                              | Uwagi                                        | Źr      |
| ---- | ------------------------------------ | ------------------------------------------------- | -------------------------------------------- | ------- |
| 1930 | Taxi Talks                           | taksówkarz                                        | filmy krótkometrażowe                        | [ 33 ]  |
| 1930 | The Hard Guy                         | Guy                                               | filmy krótkometrażowe                        | [ 33 ]  |
| 1930 | W górze rzeki                        | Saint Louis                                       | tytuł oryg.: Up the River                    | [ 34 ]  |
| 1931 | Szybko zarobione miliony             | Daniel J. „Bugs” Raymond                          | tytuł oryg.: Quick Millions                  | [ 35 ]  |
| 1931 | Six Cylinder Love                    | William Donroy                                    |                                              | [ 36 ]  |
| 1931 | Goldie                               | Bill                                              |                                              | [ 37 ]  |
| 1932 | Sky Devils                           | Wilkie                                            |                                              | [ 38 ]  |
| 1932 | She Wanted a Millionaire             | William Kelley                                    |                                              | [ 39 ]  |
| 1932 | Disorderly Conduct                   | Dick Fay                                          |                                              | [ 40 ]  |
| 1932 | Młoda Ameryka                        | Jack Doray                                        | tytuł oryg.: Young America                   | [ 41 ]  |
| 1932 | Society Girl                         | Briscoe                                           |                                              | [ 42 ]  |
| 1932 | The Painted Woman                    | Tom Brian                                         |                                              | [ 43 ]  |
| 1932 | Ja i moja dziewczyna                 | Danny Dolan                                       | tytuł oryg.: Me and My Gal                   | [ 44 ]  |
| 1932 | Sing Sing                            | Tommy Connors                                     | tytuł oryg.: 20,000 Years in Sing Sing       | [ 45 ]  |
| 1933 | The Face in the Sky                  | Joe Buck                                          |                                              | [ 46 ]  |
| 1933 | Shanghai Madness                     | kapitan marynarki Pat Jackson                     |                                              | [ 47 ]  |
| 1933 | Władza i chwała                      | Tom Garner                                        | tytuł oryg.: The Power and the Glory         | [ 48 ]  |
| 1933 | The Mad Game                         | Edward Carson                                     |                                              | [ 49 ]  |
| 1933 | Jak w siódmym niebie                 | Bill                                              | tytuł oryg.: Man’s Castle                    | [ 50 ]  |
| 1934 | The Show-Off                         | J. Aubrey Piper                                   |                                              | [ 50 ]  |
| 1934 | Looking for Trouble                  | Joe Graham                                        |                                              | [ 50 ]  |
| 1934 | Bottoms Up                           | „Smoothie” King                                   |                                              | [ 51 ]  |
| 1934 | Now I’ll Tell                        | Murray Golden                                     |                                              | [ 52 ]  |
| 1934 | Marie Galante                        | oficer wywiadu Crawbett                           |                                              | [ 53 ]  |
| 1935 | Jaki mały jest świat                 | Bill Shevlin                                      | tytuł oryg.: It’s a Small World              | [ 54 ]  |
| 1935 | Morderca                             | Steven „Steve” Grey                               | tytuł oryg.: The Murder Man                  | [ 55 ]  |
| 1935 | Piekło Dantego                       | Jim Carter                                        | tytuł oryg.: Dante’s Inferno                 | [ 56 ]  |
| 1935 | Whipsaw                              | Ross „Mac” McBride                                |                                              | [ 57 ]  |
| 1936 | Motłoch                              | Dutch Muller                                      | tytuł oryg.: Riffraff                        | [ 58 ]  |
| 1936 | Jestem niewinny                      | Joe Wilson                                        | tytuł oryg.: Fury                            | [ 59 ]  |
| 1936 | San Francisco                        | ojciec Tim Mullin                                 |                                              | [ 60 ]  |
| 1936 | Romantyczna pułapka                  | Warren Haggerty                                   | tytuł oryg.: Libeled Lady                    | [ 61 ]  |
| 1937 | Po wielkiej wojnie                   | Fred P. Willis                                    | tytuł oryg.: They Gave Him a Gun             | [ 62 ]  |
| 1937 | Bohaterowie morza                    | Manuel Fidello                                    | tytuł oryg.: Captains Courageous             | [ 63 ]  |
| 1937 | Życie ulicy                          | Joe Benton                                        | tytuł oryg.: Big City                        | [ 64 ]  |
| 1937 | Modelka                              | John L. Hennessey                                 | tytuł oryg.: Mannequin                       | [ 65 ]  |
| 1938 | Brawura                              | Gunner Morris                                     | tytuł oryg.: Test Pilot                      | [ 65 ]  |
| 1938 | Miasto chłopców                      | ojciec Edward J. Flanagan                         | tytuł oryg.: Boys Town                       | [ 65 ]  |
| 1938 | Hollywood Goes to Town               | on sam                                            | film krótkometrażowy                         | [ 65 ]  |
| 1939 | Stanley i Livingstone                | Henry Morton Stanley                              | tytuł oryg.: Stanley and Livingstone         | [ 67 ]  |
| 1939 | For Auld Lang Syne                   | on sam                                            | filmy krótkometrażowe                        | [ 68 ]  |
| 1939 | Hollywood Hobbies                    | on sam                                            | filmy krótkometrażowe                        | [ 69 ]  |
| 1940 | I Take This Woman                    | doktor Karl Decker                                |                                              | [ 70 ]  |
| 1940 | Młody Edison                         | mężczyzna podziwiający portret Thomasa A. Edisona | tytuł oryg.: Young Tom Edison                | [ 71 ]  |
| 1940 | Północno-zachodnie przejście         | major Robert Rogers                               | tytuł oryg.: Northwest Passage               | [ 72 ]  |
| 1940 | Edison                               | Thomas Edison                                     | tytuł oryg.: Edison, the Man                 | [ 73 ]  |
| 1940 | Gorączka nafty                       | Jonathan Sand                                     | tytuł oryg.: Boom Town                       | [ 74 ]  |
| 1940 | Northward, Ho!                       | on sam                                            | film krótkometrażowy                         | [ 75 ]  |
| 1941 | Men of Boys Town                     | ojciec Edward J. Flanagan                         |                                              | [ 76 ]  |
| 1941 | Doktor Jekyll i pan Hyde             | doktor Jekyll / pan Hyde                          | tytuł oryg.: Dr. Jekyll and Mr. Hyde         | [ 77 ]  |
| 1942 | Kobieta roku                         | Sam Craig                                         | tytuł oryg.: Woman of the Year               | [ 18 ]  |
| 1942 | Tortilla Flat                        | Pilon                                             |                                              | [ 78 ]  |
| 1942 | Ring of Steel                        | narrator                                          | film dokumentalny                            | [ 79 ]  |
| 1943 | Keeper of the Flame                  | Steven „Stevie” O’Malley                          |                                              | [ 80 ]  |
| 1943 | His New World                        | narrator                                          | dokument wojenny                             | [ 81 ]  |
| 1943 | A Guy Named Joe                      | Pete Sandidge                                     |                                              | [ 82 ]  |
| 1944 | Siódmy krzyż                         | George Heisler                                    | tytuł oryg.: The Seventh Cross               | [ 83 ]  |
| 1944 | 30 sekund nad Tokio                  | Jimmy Doolittle                                   | tytuł oryg.: Thirty Seconds Over Tokyo       | [ 84 ]  |
| 1945 | Bez miłości                          | Pat Jamieson                                      | tytuł oryg.: Without Love                    | [ 85 ]  |
| 1947 | Morze traw                           | pułkownik Jim Brewton                             | tytuł oryg.: The Sea of Grass                | [ 86 ]  |
| 1947 | Cass Timberlane                      | Cass Timberlane                                   |                                              | [ 87 ]  |
| 1948 | Stan Unii                            | Grant Matthews                                    | tytuł oryg.: State of the Union              | [ 88 ]  |
| 1949 | Edward, mój syn                      | Arnold Boult                                      | tytuł oryg.: Edward, My Son                  | [ 89 ]  |
| 1949 | Żebro Adama                          | Adam Bonner                                       | tytuł oryg.: Adam’s Rib                      | [ 90 ]  |
| 1949 | Malaya                               | Canaghan                                          |                                              | [ 91 ]  |
| 1949 | Some of the Best                     | on sam                                            | film krótkometrażowy                         | [ 92 ]  |
| 1950 | Ojciec panny młodej                  | Stanley T. Banks                                  | tytuł oryg.: Father of the Bride             | [ 93 ]  |
| 1951 | Kłopotliwy wnuczek                   | Stanley T. Banks                                  | tytuł oryg.: Father’s Little Dividend        | [ 93 ]  |
| 1951 | The People Against O’Hara            | James P. Curtayne                                 |                                              | [ 94 ]  |
| 1951 | For Defense for Freedom for Humanity | on sam                                            | film krótkometrażowy                         | [ 95 ]  |
| 1952 | Pat i Mike                           | Mike Conovan                                      | tytuł oryg.: Pat and Mike                    | [ 96 ]  |
| 1952 | Podróż ku Nowemu Światu              | kapitan Christopher Jones                         | tytuł oryg.: Plymouth Adventure              | [ 97 ]  |
| 1953 | Aktorka                              | Clinton Jones                                     | tytuł oryg.: The Actress                     | [ 98 ]  |
| 1954 | Złamana lanca                        | Matt Devereaux                                    | tytuł oryg.: Broken Lance                    | [ 99 ]  |
| 1955 | Czarny dzień w Black Rock            | John J. Macreedy                                  | tytuł oryg.: Bad Day at Black Rock           | [ 100 ] |
| 1956 | Śniegi w żałobie                     | Zachary Teller                                    | tytuł oryg.: The Mountain                    | [ 101 ] |
| 1957 | Biuro na tranzystorach               | Richard Sumner                                    | tytuł oryg.: Desk Set                        | [ 102 ] |
| 1958 | Stary człowiek i morze               | stary człowiek, narrator                          | tytuł oryg.: The Old Man and the Sea         | [ 103 ] |
| 1958 | The Last Hurrah                      | major Frank Skeffington                           |                                              | [ 104 ] |
| 1960 | Kto sieje wiatr                      | Henry Drummond                                    | tytuł oryg.: Inherit the Wind                | [ 106 ] |
| 1961 | Diabeł o czwartej                    | ojciec Matthew Doonan                             | tytuł oryg.: The Devil at 4 O’Clock          | [ 107 ] |
| 1961 | Wyrok w Norymberdze                  | przewodniczący sądu Dan Haywood                   | tytuł oryg.: Judgment at Nuremberg           | [ 108 ] |
| 1962 | Jak zdobywano Dziki Zachód           | narrator                                          | tytuł oryg.: How the West Was Won            | [ 109 ] |
| 1963 | Ten szalony, szalony świat           | kapitan T.G. Culpepper                            | tytuł oryg.: It’s a Mad, Mad, Mad, Mad World | [ 110 ] |
| 1967 | Zgadnij, kto przyjdzie na obiad      | Matt Drayton                                      | tytuł oryg.: Guess Who’s Coming to Dinner    | [ 111 ] |

## Radio

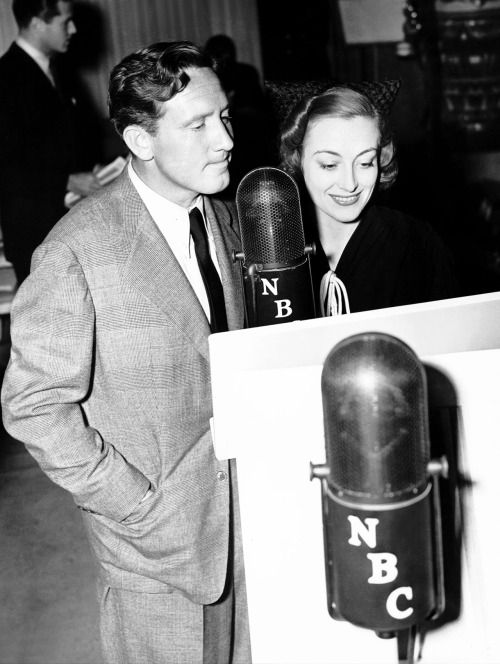
Spencer Tracy i Joan Crawford w radiowej adaptacji Anny Christie w audycji Lux Radio Theatre, 7 lutego 1938

| Rok  | Program                     | Odcinek               | Data emisji          | Źr      |
| ---- | --------------------------- | --------------------- | -------------------- | ------- |
| 1936 | Kraft Phenix Cheese Program | występ gościnny       | 13 lutego 1936       | [ 112 ] |
| 1936 | The Royal Gelatin Hour      | występ gościnny       | 10 grudnia 1936      | [ 112 ] |
| 1937 | Lux Radio Theatre           | Men in White          | 14 stycznia 1937     | [ 113 ] |
| 1937 | Lux Radio Theatre           | Arrowsmith            | 25 października 1937 | [ 114 ] |
| 1938 | Lux Radio Theatre           | Anna Christie         | 7 lutego 1938        | [ 115 ] |
| 1938 | The Chase and Sanborn Hour  | Ostatnie wydanie      | 24 lipca 1938        | [ 116 ] |
| 1938 | Good News of 1937 to 1940   | Miasto chłopców       | 1 września 1938      | [ 117 ] |
| 1939 | Lux Radio Theatre           | Jak w siódmym niebie  | 27 marca 1939        | [ 118 ] |
| 1940 | Lux Radio Theatre           | Dark Victory          | 8 stycznia 1940      | [ 118 ] |
| 1941 | Lux Radio Theatre           | Jak w siódmym niebie  | 1 grudnia 1941       | [ 119 ] |
| 1941 | Cavalcade of America        | Men in White          | 8 grudnia 1941       | [ 113 ] |
| 1942 | March of Dimes of the Air   | występ gościnny       | 24 stycznia 1942     | [ 120 ] |
| 1942 | Command Performance         | Command Performance   | 30 czerwca 1942      | [ 113 ] |
| 1943 | The Screen Guild Theater    | Kobieta roku          | 19 kwietnia 1943     | [ 113 ] |
| 1944 | Command Performance         | Command Performance   | 12 sierpnia 1944     | [ 121 ] |
| 1944 | Command Performance         | Christmas Special     | 25 grudnia 1944      | [ 121 ] |
| 1949 | Family Theater              | God and a Red Scooter | 16 lutego 1949       | [ 113 ] |
| 1950 | The Screen Guild Theater    | Ninoczka              | 14 września 1950     | [ 122 ] |
| 1950 | Family Theater              | Family Theater        | 20 grudnia 1950      | [ 113 ] |

## Scena

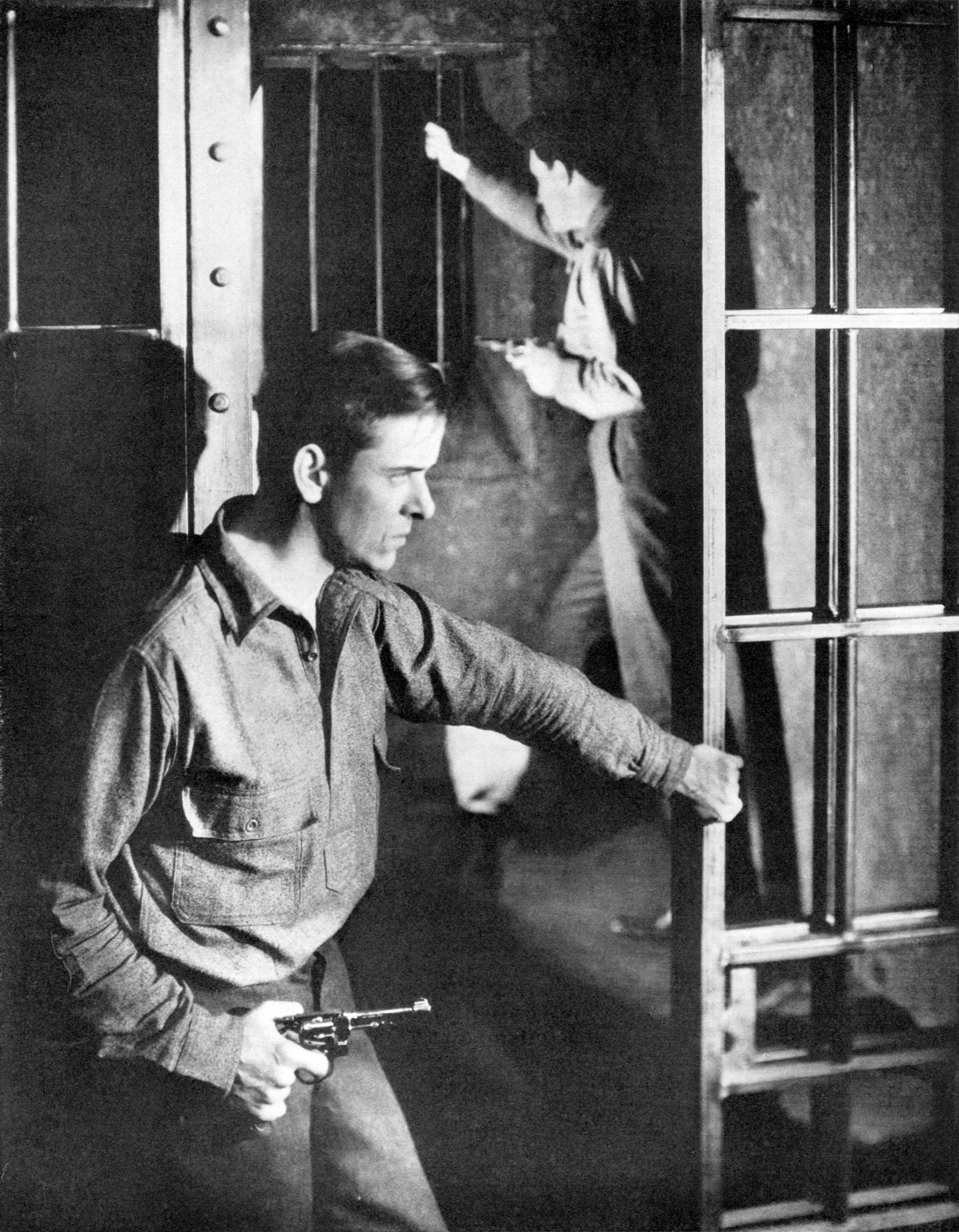
Howard Phillips i Spencer Tracy w sztuce The Last Mile (1930)

Spencer Tracy debiutował na scenie w trakcie nauki w Ripon, gdzie został dostrzeżony przez J. Clarka Grahama, kierownika jednoosobowej katedry teatrologii i jednocześnie opiekuna tamtejszego kółka teatralnego. Wystąpił w trzecioplanowej roli w przedstawieniu The Truth Clyde’a Fitcha. W październiku 1922 po raz pierwszy zagrał w Nowym Jorku – w spektaklu The Wedding Guests. Trzy miesiące później zadebiutował na Broadwayu w sztuce R.U.R. Pod koniec 1923 występował w komedii A Royal Fandango u boku Ethel Barrymore, która spotkała się ze słabym zainteresowaniem. Wystawiana w październiku 1925 sztuka The Sheepman była rozczarowaniem, wskutek czego po tygodniu zdjęto ją z afisza. Przy okazji pracy nad spektaklem Yellow, Tracy nawiązał współpracę z George’em M. Cohanem. Mająca premierę w styczniu 1930 sztuka The Last Mile odniosła sukces, a krytycy wyrażali pochlebne opinie na temat roli Tracy’ego. W 1945 aktor powrócił na deski teatru, występując w sztuce The Rugged Path. Jak podkreślał, „wracam na Broadway by sprawdzić, czy potrafię jeszcze grać”.
| Rok  | Tytuł                      | Rola            | Teatr                  | Źr      |
| ---- | -------------------------- | --------------- | ---------------------- | ------- |
| 1923 | R.U.R.                     | b.d             | Frazee Theatre         | [ 7 ]   |
| 1923 | A Royal Fandango           | Holt            | Plymouth Theatre       | [ 130 ] |
| 1925 | The Sheepman               | Jack Roberts    | Stamford Theatre       | [ 131 ] |
| 1926 | Yellow                     | Jimmy Wilkes    | National Theatre       | [ 131 ] |
| 1927 | Ned Mccobb’s Daughter      | George Callahan | Princess Theatre       | [ 132 ] |
| 1927 | The Baby Cyclone           | Gene Hurley     | Henry Miller’s Theatre | [ 133 ] |
| 1928 | Whispering Friends         | Joe Sanford     | Broad Theatre          | [ 132 ] |
| 1928 | Nightstick                 | Tommy Glennon   | Freeport Theatre       | [ 134 ] |
| 1929 | Conflict                   | Richard Banks   | Fulton Theatre         | [ 135 ] |
| 1929 | Salt Water                 | John Horner     | Playhouse              | [ 134 ] |
| 1929 | Nigger Rich (The Big Shot) | Eddie Perkins   | Royale Theatre         | [ 136 ] |
| 1929 | Dread                      | Perry Crooker   | Belasco Theatre        | [ 137 ] |
| 1929 | Blue Heaven (Veneer)       | Charlie Riggs   | Garrick Theatre        | [ 134 ] |
| 1930 | The Last Mile              | John Mears      | Sam H. Harris Theatre  | [ 138 ] |
| 1945 | The Rugged Path            | Morey Vinion    | Plymouth Theatre       | [ 145 ] |